# 石智勇 (1993年)
石智勇（1993年10月10日—），原名石磊，13岁时改名为石智勇，男，广西壮族自治区桂林市临桂区五通镇人，成长于浙江，中国举重运动员，人称“小石智勇”（以区别于另一位举重奥运冠军石智勇），主管教练是前世界冠军占旭刚。

## 生平
2015年11月24日上午，在美国休斯顿进行的2015年世界举重锦标赛中以挺举190公斤和总成绩348公斤夺得69公斤级两项冠军，另外他还以158公斤获得抓举第三。
2016年8月9日，巴西里约奥运会69公斤级举重冠军，抓举162公斤，挺举190公斤，总成绩352公斤。。
2021年4月20日，石智勇在举重亚锦赛中獲得三枚男子73公斤级决赛金牌，並以抓举169公斤打破了由自己保持的抓舉世界纪录。363公斤的总成绩也追平自己保持的总成绩世界纪录。
2021年7月，他随中国举重队参加2020东京奥运会。
2021年7月28日，2020东京奥运会举重赛场男子73公斤级比赛中，以抓举奥运会记录166公斤、挺举奥运会记录198公斤、总成绩世界记录的364公斤夺得金牌。
2024年8月9日，2024巴黎奥运会举重赛场男子73公斤级比赛中，他在抓举中以165公斤取得了较大的优势，但挺举三次191公斤均失败，未能完赛。